# أ. جيمس كلارك
أ. جيمس كلارك (بالإنجليزية: A. James Clark)‏ هو شخصية أعمال أمريكي، ولد في 2 ديسمبر 1927 في ريتشموند في الولايات المتحدة، وتوفي في 20 مارس 2015 في ايستون في الولايات المتحدة.